# Маскато, Давид
Дави́д Маскато́ Гарси́я (исп. David Mascató García; 13 октября 1975, О-Грове) — испанский гребец-каноист, выступал за сборную Испании в конце 1990-х — середине 2000-х годов. Участник двух летних Олимпийских игр, серебряный призёр чемпионата мира, серебряный и дважды бронзовый призёр чемпионатов Европы, победитель многих регат национального и международного значения. Также известен как гребец-марафонец.
Женат на испанской байдарочнице Тересе Портеле.

## Биография
Давид Маскато родился 13 октября 1975 года в муниципалитете О-Грове провинции Понтеведра. Активно заниматься греблей начал с раннего детства, проходил подготовку в местном спортивном клубе «Бреоган».
Первого серьёзного успеха на взрослом международном уровне добился в 1999 году, когда попал в основной состав испанской национальной сборной и побывал на чемпионате Европы в хорватском Загребе, откуда привёз награду бронзового достоинства, выигранную в зачёте двухместных каноэ на дистанции 500 метров. Будучи одним из лидеров гребной команды Испании, благополучно прошёл квалификацию на летние Олимпийские игры 2000 года в Сиднее — показал в полукилометровой программе двоек четвёртый результат, немного не дотянув до призовых позиций, тогда как на километре финишировал в решающем заезде девятым.
После сиднейской Олимпиады Маскато остался в основном составе испанской национальной сборной и продолжил принимать участие в крупнейших международных регатах. Так, в 2001 году на европейском первенстве в Милане он получил бронзу в двойках на пятистах метрах и серебро в четвёрках на тысяче метрах. Кроме того, в этом сезоне выиграл серебряную медаль на мировом первенстве в польской Познани, тоже среди двухместных каноэ на тысяче метрах. В 2004 году отправился представлять страну на Олимпийских играх 2004 года в Афинах, где дошёл до полуфинала в полукилометровой гонке двоек и занял седьмое место на километре.
Помимо участия в соревнованиях по спринтерской гребле, в поздние годы Маскато также регулярно участвовал в марафонских регатах. В частности, является трёхкратным призёром марафонских чемпионатов мира (2003, 2008, 2009) и призёром марафонского чемпионата Европы (2009).